# موزه بوعلی‌سینا
موزهٔ بوعلی‌سینا یا موزهٔ آرامگاه بوعلی‌سینا در سال ۱۳۳۰ شمسی در آرامگاه بوعلی، میدان بوعلی، در شهر همدان افتتاح شده‌است. این موزه توسط ادارهٔ کل میراث فرهنگی، صنایع‌دستی و گردشگری استان همدان تأسیس شده و به معرفی شخصیت بوعلی سینا و طب اختصاص دارد.
ساعات کار: از ۸ صبح تا ۲۰ بعدازظهر.

## تصویر روی اسکناس
| تصویر | تصویر | ارزش | دوره چاپ            | سال چاپ                     |
| رو    | پشت   | ارزش | دوره چاپ            | سال چاپ                     |
| ----- | ----- | ---- | ------------------- | --------------------------- |
|       |       | ۱۰   | پهلوی دوم           | ۱۳۳۳ سری ششم بانک ملی ایران |
|       |       | ۲۰۰  | جمهوری اسلامی ایران | ۱۳۶۲–۱۳۶۰ سری بارگاهی       |